# Biblioteca Vallicelliana

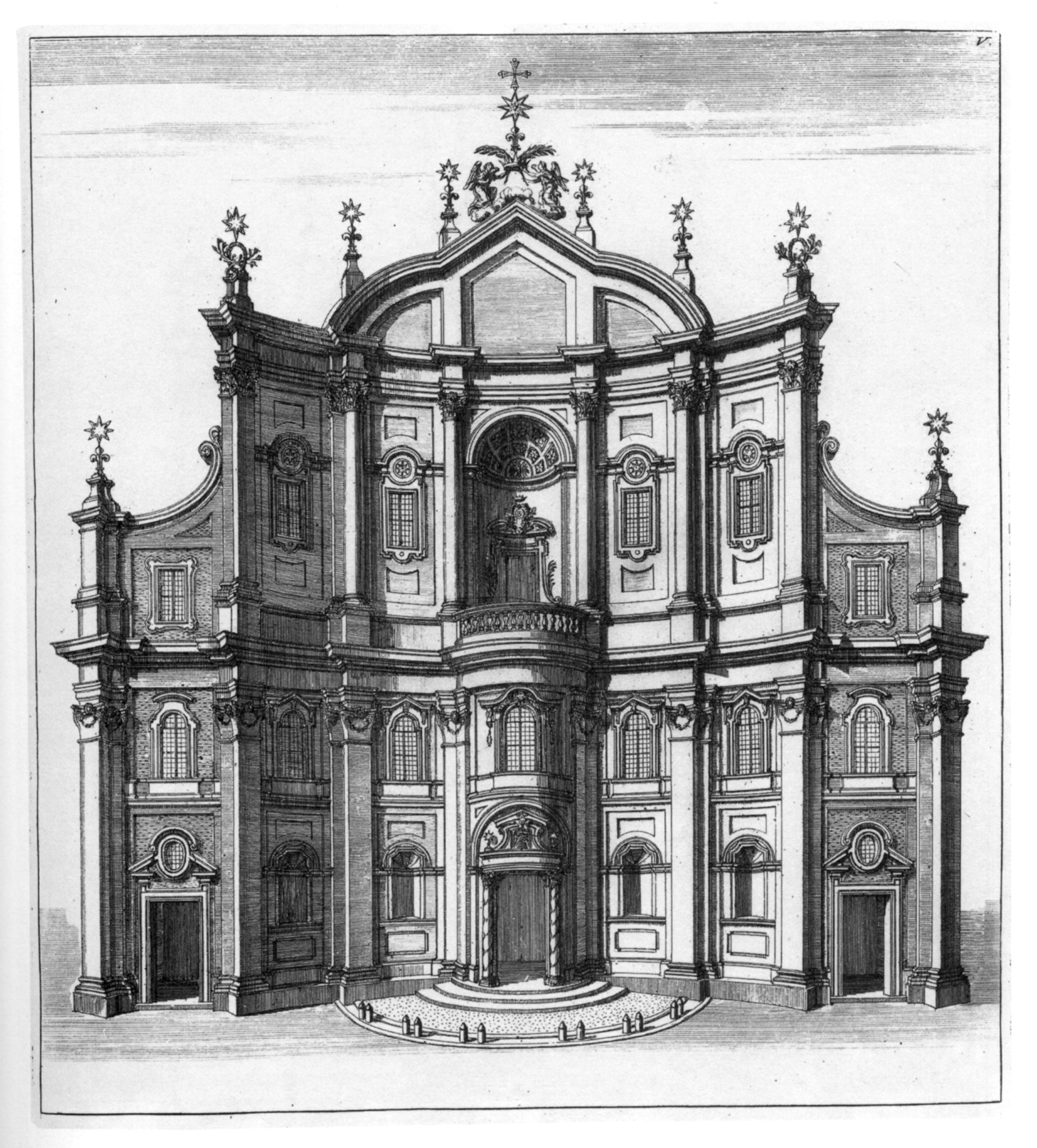
Dominique Barrière, fachada do Oratorio dei Filippini, 1658.

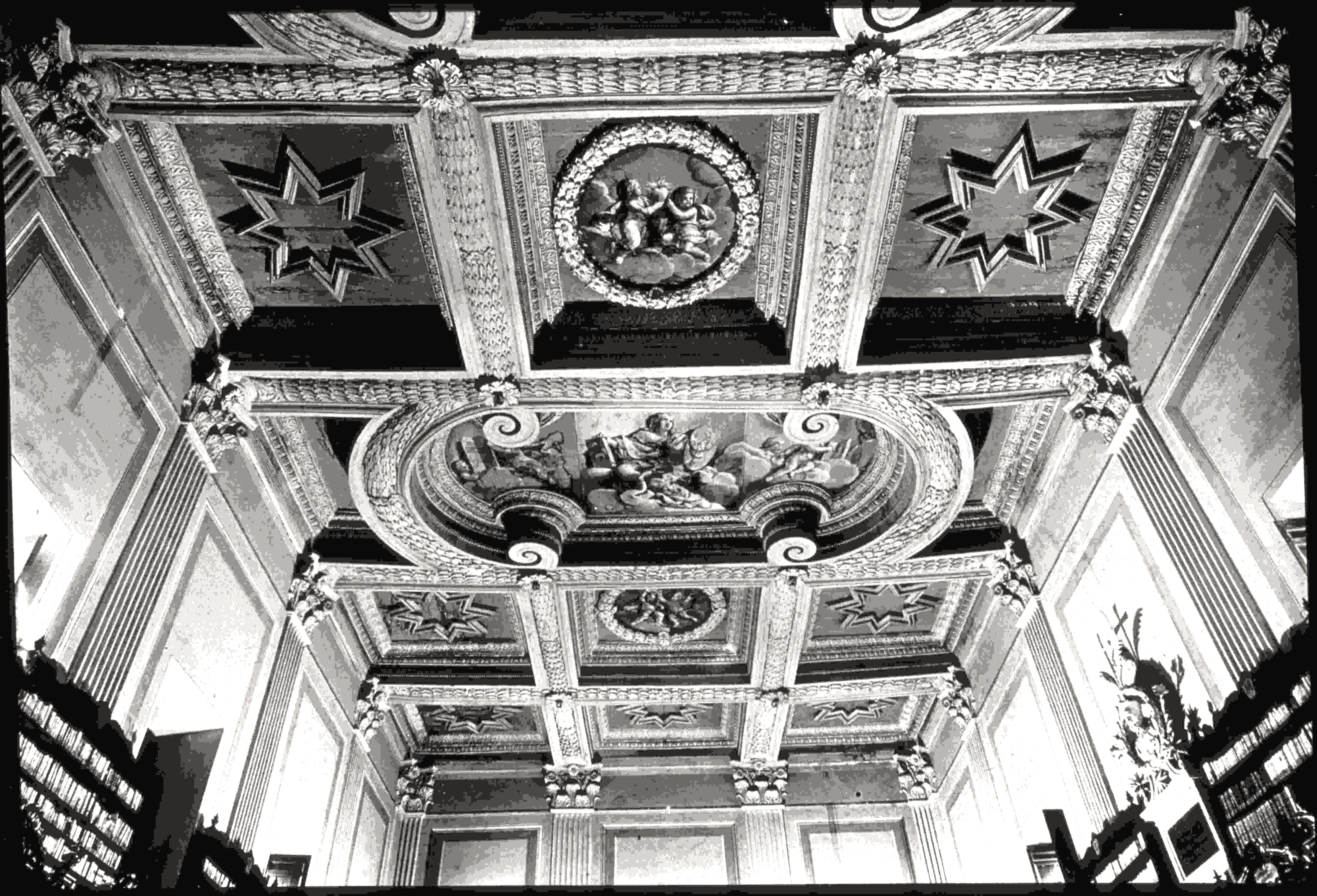
Teto artesoado numa foto histórica de Henry A. Millon

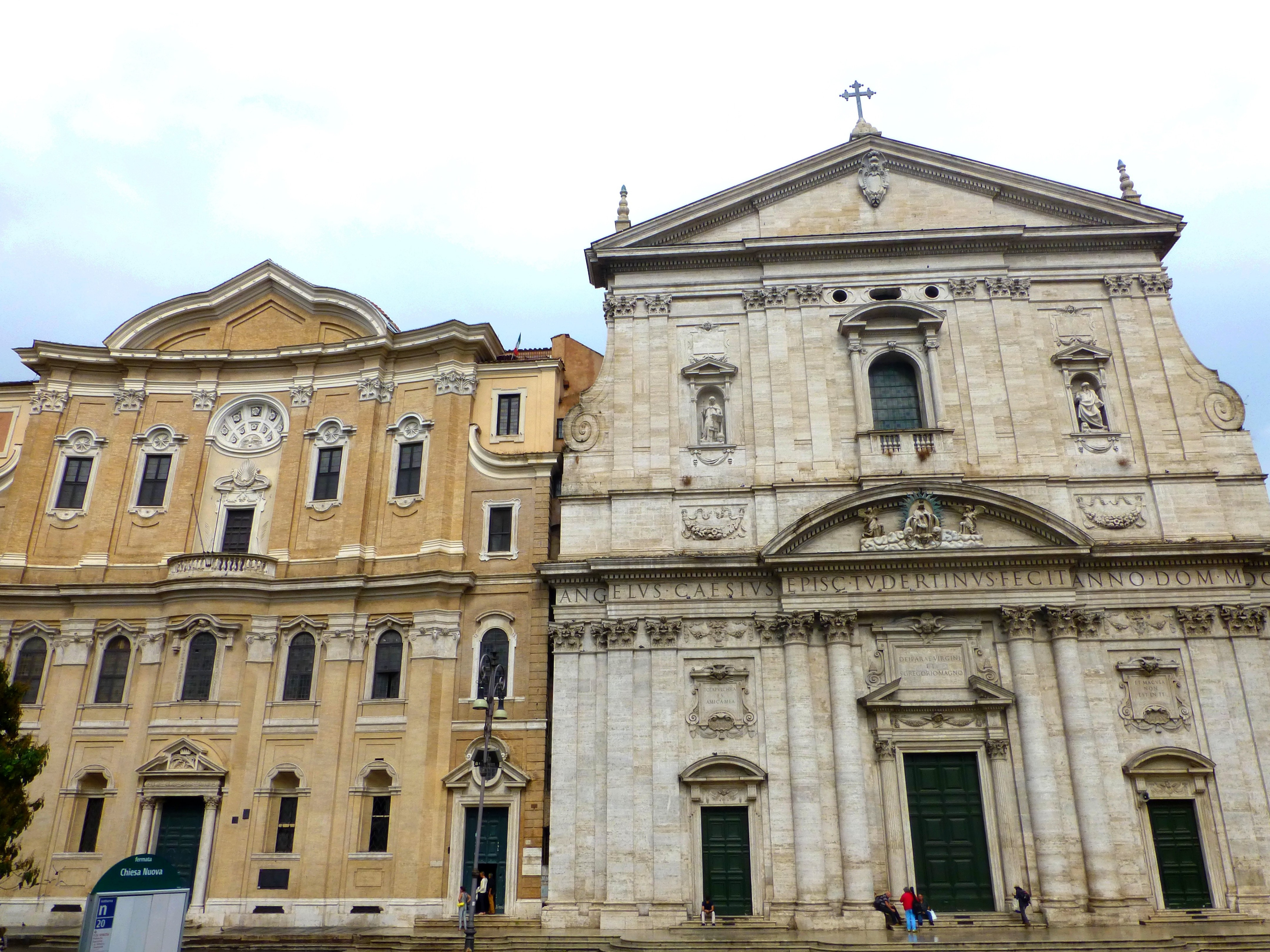
Fachadas da Biblioteca Vallicelliana (esquerda) e da igreja de Santa Maria in Vallicella (à esquerda) à direita), na Piazza della Chiesa Nuova em Roma.

A Biblioteca Vallicelliana é uma biblioteca pública em Roma, Itália . A biblioteca está localizada no complexo Oratorio dei Filippini construído por Francesco Borromini na Piazza della Chiesa Nuova, no bairro Parione ao lado da igreja de Santa Maria em Vallicella. O edifício, obra do século XVII do arquitecto Francesco Borromini , foi construído por encomenda da Congregação do Oratório de San Filippo Neri , nos anos 1637-1667.
A biblioteca possui cerca de 130.000 volumes de manuscritos, incunábulos e livros. Entre estes, existem cerca de 3.000 manuscritos escritos em latim e grego,incluindo uma Bíblia que pertenceu a Alcuíno, datada do século IX e um lecionário do século XII. A biblioteca guarda documentos da época da Reforma e da Contrarreforma.